# تورپ مندویل
تورپ مندویل (به انگلیسی: Thorpe Mandeville) یک روستا و محله مدنی در بریتانیا است که در ساوت نورث‌همپتون‌شر واقع شده‌است. تورپ مندویل ۳۲۷ نفر جمعیت دارد.